# Milagros (Spanyolország)
Milagros egy község Spanyolországban, Burgos tartományban. Milagros Campillo de Aranda, Fuentespina, Fuentelcésped, Montejo de la Vega de la Serrezuela, Pardilla és Torregalindo községekkel határos. Lakosainak száma 415 fő (2024).

## Népesség
A település népessége az utóbbi években az alábbiak szerint változott:
| Lakosok száma | 448  | 474  | 496  | 501  | 512  | 472  | 466  | 439  | 438  | 415  |
|               | 2001 | 2004 | 2006 | 2009 | 2011 | 2014 | 2016 | 2019 | 2021 | 2024 |